# Nontas Papantoniou
Epameinondas-Savvas "Nontas" Papantoniou (Holargos, Atenas, 28 de abril de 1990) es un jugador de baloncesto griego que pertenece a la plantilla del P.A.O.K. BC. Con 1,91 metros de estatura, juega en la posición de base.

## Trayectoria deportiva
Comenzó su carrera profesional en la temporada 2007/2008 con el club de la Liga griega Maroussi. Después de dos temporadas, se trasladó al AEK de Atenas y en la 2010/2011 pasó a formar parte de la plantilla del Ilysiakos. Después de pasar por Peristeri y Kolossos, Papantoniou volvió al AEK de Atenas en 2014.
Papantoniou ha ganado la medalla de oro con el equipo nacional de baloncesto júnior de Grecia en la FIBA Europa Sub-18 de la UEFA 2008 y la medalla de plata en el Campeonato Mundial FIBA Sub-19 de 2009. También ganó la medalla de plata en los 2010 FIBA Europa Sub-20.
En la temporada 2015-16, el base griego juega Eurocup en las filas del AEK de Atenas.
En la siguiente temporada, la 2016-17, Nontas firma por el Araberri Basket Club de la Liga Leb Oro, convirtiéndose en su primera experiencia lejos del basket heleno.
En diciembre de 2016, llega al Actel Força Lleida hasta final de temporada proveniente del Araberri donde jugaría los 11 primeros partidos de la LEB ORO de la temporada con 10 de valoración, 12 puntos y 4,5 asistencias en los 30 minutos por partido que jugó con el equipo vasco.